# Aloe buhrii
Aloe buhrii é uma espécie de liliopsida do gênero Aloe, pertencente à família Asphodelaceae.

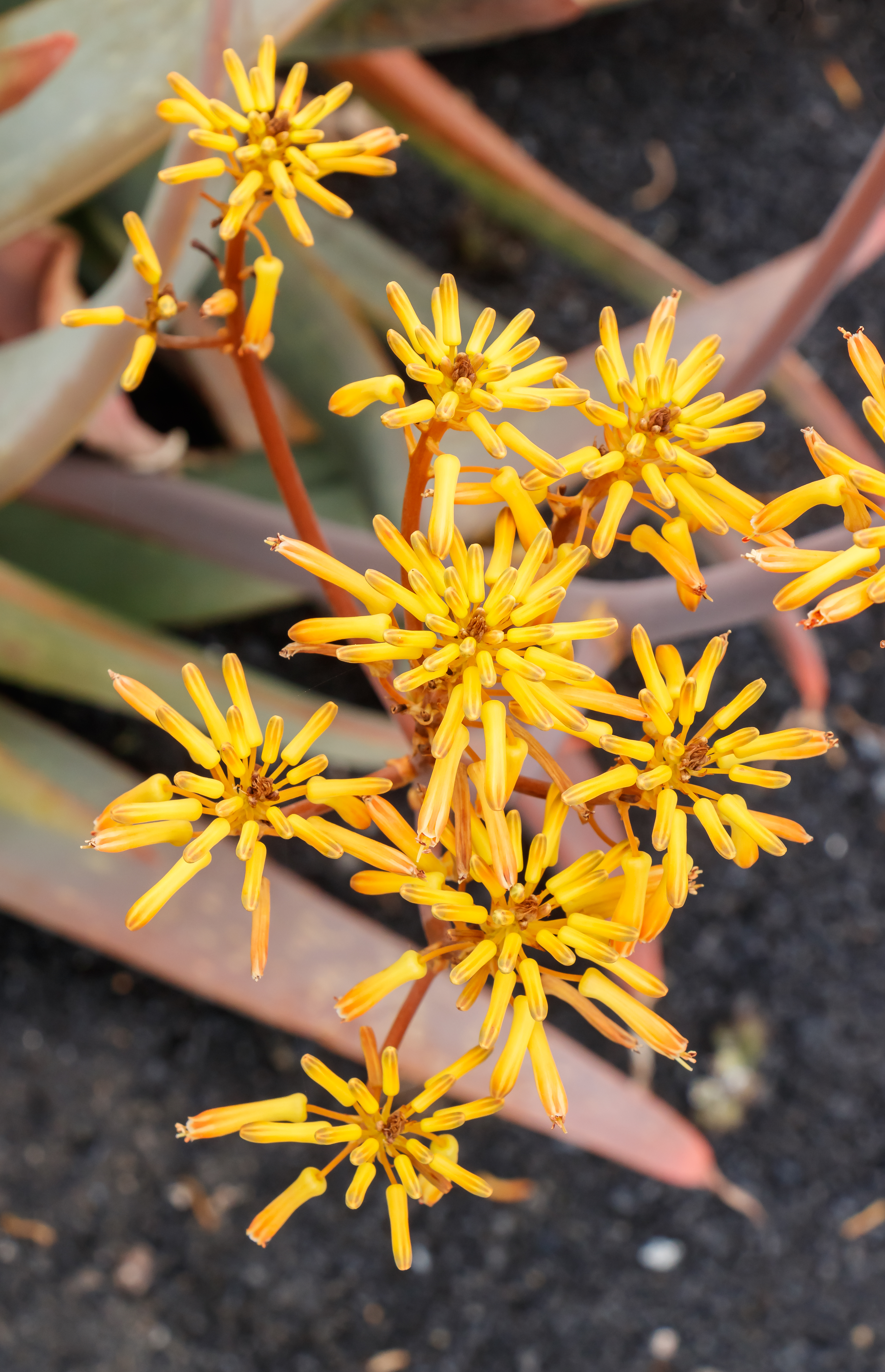